# Моріо білокрилий
Мо́ріо білокрилий (Onychognathus nabouroup) — вид горобцеподібних птахів родини шпакових (Sturnidae). Мешкає в Південній Африці.

## Опис

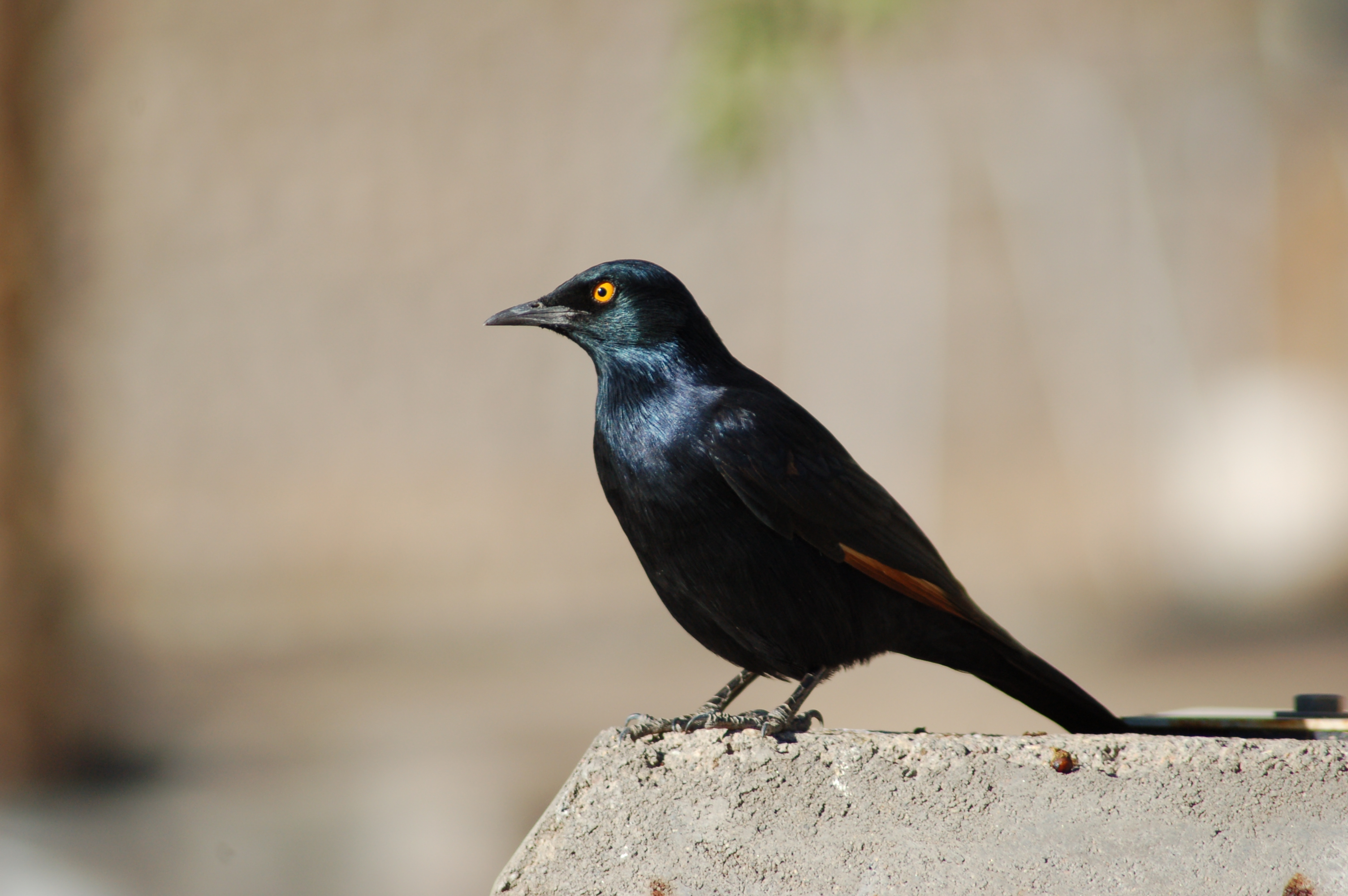
Білокрилий моріо (каньйон Фіш-Рівер)

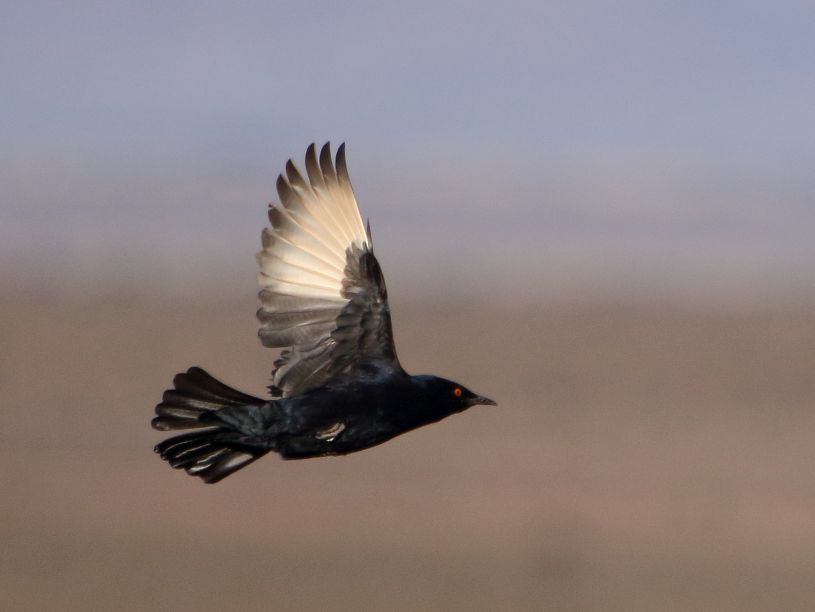
Білокрилий моріо в польоті

Довжина птаха становить 27 см, вага 94—122 г. Самиці є дещо меншими за самців. Забарвлення переважно чорне, блискуче з синюватим відтінком, за винятком білувато-коричневих махових пер, особливо помітних в польоті. Очі оранжево-жовті, райдужки чорні.

## Поширення і екологія
Білокрилі моріо мешкають в південно-західній Анголі, Намібії та в Південно-Африканській Республіці, трапляються в Ботсвані. Вони живуть в кам'янистих пустелях і напівпустелях та в сухих чагарникових заростях кару. Зустрічаються парами або невеликими зграйками. Живляться плодами, насінням, комахами та червами, яких вони шукають в сутінках. Сезон розмноження триває з жовтня по квітень. Білокрилі моріо гніздяться невеликими колоніями серед скель. В кладці від 2 до 5 яєць.